# Боксталер
Боксталер (нем. Bockstaler, дословно «козлиный» или «бараний» талер) — название распространённых в южных и южнозападных немецких землях рейхсталеров города и кантона Шаффхаузен XVI—XVII столетий. На их аверсе изображён мотив городского герба — выскакивающий козёл (нем. Bock) или баран из городских ворот. Благодаря ему монета и получила своё «говорящее» название.
Во время выпуска боксталеров швейцарские кантоны являлись частью Священной Римской империи. На реверсе помещён гербовый орёл империи и круговая надпись «DEVS SPES NOSTRA EST», что в вольном переводе с латыни обозначает «Господь наша надежда».
По своей сути они являлись рейхсталерами, которые согласно аугсбургскому монетному уставу должны были содержать 1⁄9 кёльнской марки чистого серебра. Это соответствовало 29,23 г серебра 889 пробы, или 25,98 г чистого серебра.